# Obereopsis sublinearis
Obereopsis sublinearis är en skalbaggsart som beskrevs av Stefan von Breuning 1961. Obereopsis sublinearis ingår i släktet Obereopsis och familjen långhorningar. Inga underarter finns listade i Catalogue of Life.